# N20 (Burkina Faso)
Die N20 ist eine als Route nationale bezeichnete Fernstraße in Burkina Faso. Sie zweigt in Léo von der N6 in westlicher Richtung ab. Die Straße verläuft weitgehend in Ost-West-Richtung und meist parallel zur Grenze nach Ghana. In Djikologo trifft sie auf die N12.